# Сі Чжунсюнь
Сі Чжунсюнь (кит. трад. 習仲勛, спр. 习仲勋, піньїнь: Xí Zhòngxūn пиньинь Xi Zhongxūn; 15 жовтня 1913, Фупін, Шеньсі, Республіка Китай — 24 травня 2002, Пекін, Китайська Народна Республіка) — китайський революційний і політичний діяч, комуніст, представник першого покоління керівників комуністичного Китаю.
Член Політбюро ЦК КПК у 1982—1987 та Секретаріату ЦК КПК у 1982—1985.
Батько Сі Цзіньпіна.

## Життєпис
Народився 1913 в сім'ї землевласника; його предки жили на території, підпорядкованій Денчжоуській управі провінції Хенань.
У травні 1926 вступив у китайський Комсомол, в 1928 — в Комуністичну партію Китаю. Був одним із найвизначніших китайських політиків, беручи участь у багатьох ключових подіях китайської історії XX століття.
У 1930-х займався створенням комуністичних партизанських загонів на північному заході Китаю.
Під час війни з Японією брав участь в обороні Прикордонного району Шаньсі — Ганьсу — Нінся, був секретарем Північно-західного бюро ЦК КПК та політичним комісаром однієї з армій НВАК у Північно-Західному Китаї.
Після утворення КНР, у січні 1950 призначений заступником голови Військово-адміністративного комітету Північно-Західного Китаю та членом Народно-революційної військової ради в Сіані (голова — генерал Пен Дехуай) та Центральної народної урядової ради.
У 1952 переведений із Сіаню до Пекіна заступником голови Комітету культури та освіти Державної адміністративної ради КНР.
У 1953 призначений начальником секретаріату Державної адміністративної ради.
У 1954 був членом комітету з розробки проекту першої конституції КНР і був обраний депутатом Всекитайських зборів народних представників (ВСНП). Член ЦК КПК.
У вересні 1954 на І сесії ВРНП призначено генеральним секретарем Державної ради (уряду) КНР.
У квітні 1959 призначений заступником Прем'єра Держради КНР та генеральним секретарем Держради. Очолював урядову делегацію КНР, що знаходилася в СРСР з 27 серпня 1959 на запрошення радянського уряду.
Відомий своїми помірними політичними поглядами та безліччю падінь протягом своєї кар'єри.
У 1962 відсторонений від роботи і відправлений працювати на фабрику, потім заарештований і ув'язнений; протягом свого життя заарештовувався кілька разів.
У 1979—1981 після того, як до влади в Китаї прийшов Ден Сяопін, був губернатором провінції Гуандун.
У 1980-х був одним із зачинателів політики економічної лібералізації.
За зауваженням китаїста Н. Н. Вавілова, Сі Чжунсюнь у свій час був тісно пов'язаний з Гао Ганом.
За зауваженням доктора Джозефа Торігяна, Сі зберігав глибоку емоційну прихильність до покійного голови Мао Цзедуна.